# Vladimir Steklov
Vladimir Andreïevitch Steklov (en russe : Владимир Андреевич Стеклов), né le 9 janvier 1864 à Nijni Novgorod (Russie) et mort le 30 mai 1926 à Gaspra (URSS, aujourd'hui en Ukraine) est un mathématicien russe/soviétique, mécanicien et physicien.

## Biographie et carrière

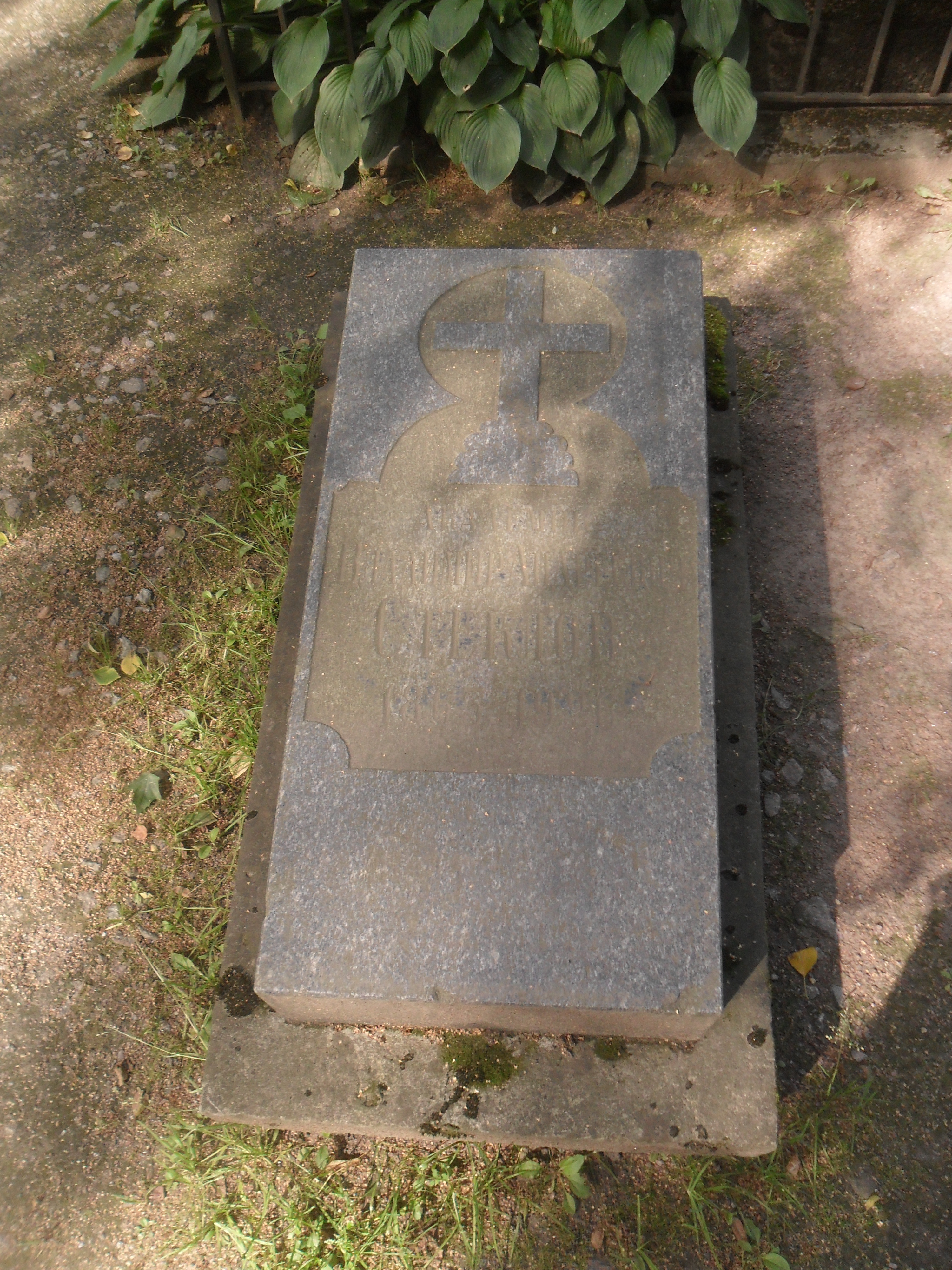
Tombe de Vladimir Andreïevitch Steklov

En 1887, Vladimir Steklov sort diplômé de l'université de Kharkov, où il a été étudiant d'Alexandre Liapounov. De 1889 à 1906, il travaille au département de mécanique de cette université. Il obtient un poste de professeur en 1896. En 1906, il est nommé à l'Université impériale de Saint-Pétersbourg. En 1921, il lance une pétition pour la fondation d'un institut de physique et de mathématiques. Après sa mort, l'institut reprendra son nom. Le département de mathématiques sera séparé de l'institut en 1934 et est aujourd'hui connu sous le nom d'Institut de mathématiques Steklov.
La principale contribution scientifique de Steklov est dans le domaine des ensembles de fonctions orthogonales. Il présente une classe d'ensembles orthogonaux fermés, il développe la méthode asymptotique de Liouville-Steklov pour les polynômes orthogonaux et prouve des théorèmes sur les séries généralisées de Fourier. Steklov développe des techniques d'approximation qui seront appelées par après les fonctions Steklov. Il travaille également sur l'hydrodynamique et la théorie de l'élasticité.
Steklov est l'auteur d'un grand nombre d'ouvrages sur l'histoire de la science.
Steklov décède en Crimée à Gaspra en 1926 et est inhumé à Léningrad (aujourd'hui Saint-Pétersbourg), en Russie.